# Prügy
Prügy es un pueblo húngaro perteneciente al distrito de Szerencs, condado de Borsod-Abaúj-Zemplén.

## Superficie
Cuenta con una superficie de 31,39 km².

## Demografía
Hasta 2024 la población era de 2419 habitantes, con una densidad de población de 77,06 hab/km².
| Gráfica de evolución demográfica de Prügy entre 2020 y 2024 |
|                                                             |
| Datos según la Oficina Central de Estadística de Hungría.   |